# Clamart
Clamart è un comune francese di 53 238 abitanti situato nel dipartimento dell'Hauts-de-Seine nella regione dell'Île-de-France.

## Società

### Evoluzione demografica
Abitanti censiti

## Attentato del Petit-Clamart
Il 22 agosto del 1962 vi fu in questa località un clamoroso e ben pianificato attentato alla vita dell'allora presidente Charles de Gaulle con ben due gruppi di fuoco dell'OAS che attesero che la Citroën DS del presidente passasse per bersagliarla con più di cento colpi di mitraglietta; tuttavia nessuno di questi colpi ferì il presidente o gli occupanti della DS-19 presidenziale – Yvonne de Gaulle, Alain de Boissieu e l'autista e Francis Marroux – o qualcuno della sua scorta, i quali riuscirono ad allontanarsi ad alta velocità dal luogo dell'agguato anche grazie alla capacità della Citroen DS di viaggiare anche su tre ruote con uno pneumatico forato. Questo fu reso possibile dalle innovative sospensioni idropneumatiche progettate da Paul Mages che equipaggiavano la Citroen DS.

## Amministrazione

### Gemellaggi
- Luneburgo, dal 1975
- Scunthorpe, dal 1976
- Majadahonda, dal 1988
- Artašat, dal 2003
- Penamacor, dal 2006